# Сахиб-Керей-хан
Сахиб-Керей-хан (1830—1849) — последний хан Букеевской Орды (1845—1849), старший сын и преемник Жангир-Керей-хана (1823—1845) от второй жены Фатимы-Ханым.

## Биография
Юный султан Сахиб-Керей учился в императорском Пажеском корпусе в Санкт-Петербурге. В конце своего правления Жангир-Керей-хан отправил прошение к царскому правительству о назначении своим преемником любимого сына Сахиб-Керея. В 1840 году хан Жангир-Керей получил от российского императора Николая Павловича согласие на утверждение Сахиб-Керея наследником ханского престола после его обучения в Пажеском корпусе.
11 августа 1845 года на 22-м году правления скончался хан Букеевской Орды Жангир-Керей-хан. Его любимая жена Фатима, мать Сахиба, пыталась передать ханский престол своему старшему сыну и вызвала его в ханскую ставку. Для управления Букеевской Ордой был сформирован опекунский совет при 15-летнем Сахиб-Керей-хане. Осенью 1845 года под давлением оренбургского генерал-губернатора В. А. Обручева Сахиб-Керей-хан вынужден был покинуть ханскую ставку и вернулся в Санкт-Петербург, чтобы продолжить учёбу в Пажеском корпусе Его Императорского Величества.
В июле 1847 года царское правительство пожаловало Сахиб-Керей-хану и его потомству титул князей Чингисов, а ему самому было разрешено отбыть на родину. По дороге из Санкт-Петербурга в казахскую степь Сахиб-Керей-хан внезапно скончался. После смерти Сахиб-Керея ханская власть в Букеевской орде была ликвидирована.